# José Maria (football)
Pour les articles homonymes, voir José Maria.
José Maria Luz Matos, plus communément appelé José Maria, est un footballeur portugais né le 15 janvier 1930 à Vila Nova de Gaia et mort le 9 avril 2022. Il évoluait au poste d'attaquant.

## Biographie
José Maria joue avec le FC Porto de 1949 à 1957,.
Il dispute notamment la Coupe des clubs champions lors de la saison 1956-1957, il marque un but au premier tour contre l'Athletic Club lors du match aller. Le club portiste est éliminé après une défaite au retour contre le club de Bilbao.
Il reporte le doublé Coupe/Championnat du Portugal en 1956,.
En 1957, José Maria rejoint le Benfica Lisbonne, il ne joue qu'une saison avec le club de la capitale portugaise. Il est notamment finaliste de la Coupe du Portugal en 1958 contre son ancien club le FC Porto. Le FC Porto remporte la finale sur le score de 1-0,.
Il est transféré au Sporting Braga en 1958. Il raccroche les crampons en 1960.

## Palmarès
FC Porto
- Championnat du Portugal (1) :
  - Champion : 1955-56.

- Coupe du Portugal (1) :
  - Vainqueur : 1955-56.